# Wolfgang Přiklopil
Wolfgang Přiklopil (14. maj 1962 i Wien – 23. august 2006 i Wien) var manden, der holdt Natascha Kampusch fanget i 8 år, fra hun var 10 til hun var 18. Dette begyndte i Strasshof i Østrig i 1998, og endte samme sted i 2006. Wolfgang Přiklopil begik selvmord samme dag som Natascha Kampusch flygtede.[kilde mangler] Han var af tjekkisk afstamning.